# عوارض سماوية
العوارض السماوية هي ما لا يكون لاختيار العبد فيه مدخل، على معنى أنه نازل من السماء، كالصغر، والجنون، والنوم.